# Endill
Endill é o nome de várias personagens lendárias que aparecem em diversas fontes literárias e sagas nórdicas como jotun, rei do mar ou deus nórdico. Em particular, são mencionados na lista de reis do mar Nafnaþulur da Edda prosaica, Þórsdrápa e em vários kennings.
Na pedra rúnica de Karlevi o seu nome aparece como [Æ]ndils iarmungrundaR que é um kenning para o mar. O projecto Rundata o traduz como a "expansão de Endill" ou o "poderoso domínio de Endill", e sugere que Endill possa ser um deus dos navios que navegavam os mares. Outros kenning relacionados referem-se a Endils öndur que significa o "céu de Endil" e Endils eykur que significa o "cavalo de Endil" ambos referindo-se a barcos; noutro kenning Endils fold significa a "terra de Endil" relacionado também com o mar.